# NGC 4261
NGC 4261, también conocida cómo 3C 270 es una galaxia elíptica gigante situada en la constelación de Virgo, a aproximadamente 35 megaparsecs (115 millones de años luz) de la Vía Láctea, visible con telescopios de aficionado. Aunque parezca pertenecer al Cúmulo de Virgo, en realidad está en segundo plano tras él, a alrededor del doble de distancia de nosotros, y no está asociada a tal agrupación de galaxias -perteneciendo a la agrupación de galaxias conocida cómo Virgo W-. Es el miembro más brillante del grupo de galaxias de su nombre.
Estudios realizados con el Telescopio Espacial Hubble muestran la presencia de un posible agujero negro supermasivo, con una masa de alrededor de 500 millones de masas solares, y que está rodeado por un disco de acreción, a su vez situado en el centro de un gran disco de gas y polvo fríos que oscurece un núcleo galáctico activo, esto último observado con el telescopio de rayos X Chandra. Se ha sugerido que la fusión con una galaxia mucho menor puede haber sido la responsable de la existencia de tal disco, y de hecho otros estudios realizados con tal telescopio muestran cierto número de agujeros negros y estrellas de neutrones -restos de estrellas masivas que estallaron cómo supernovas y que nacieron cuando una galaxia pequeña colisionó y se fusionó con NGC 4261 mucho tiempo atrás-.
Asimismo, estudios realizados mediante ondas de radio muestran también dos prominentes chorros de materia expulsada del núcleo, lo que también muestra la actividad nuclear de esta galaxia.

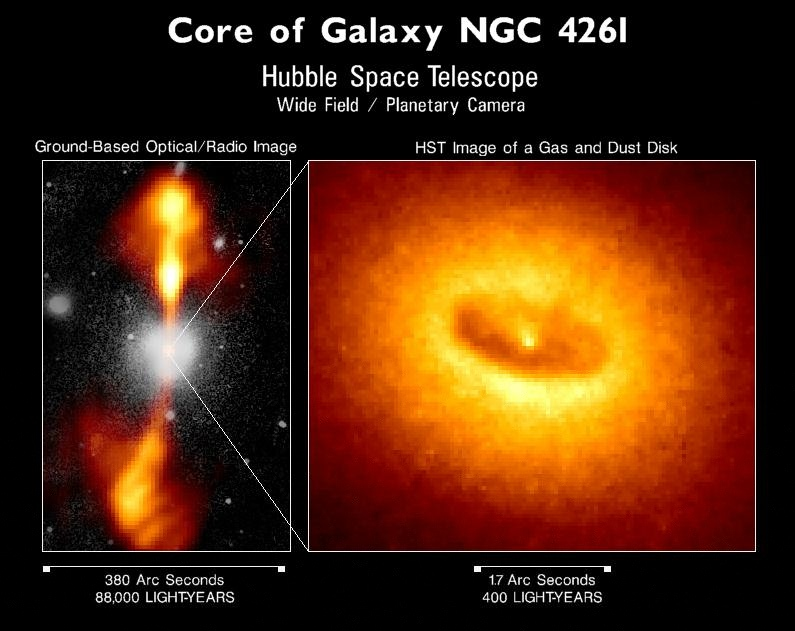
Imagen tomada por el Telescopio Espacial Hubble del centro de NGC 4261. Créditos: HST/NASA/ESA.